# Bernhard Timm
Bernhard Jonn Christian Timm (* 29. September 1909 in Pinneberg; † 9. Januar 1992 in Heidelberg) war ein deutscher Manager. Er war von 1965 bis 1974 Vorstandsvorsitzender der BASF AG. Sein Verdienst besteht in der Ausrichtung der BASF zu einem internationalen Großkonzern.

## Leben
Bernhard Jonn Christian Timm war der Sohn eines Getreidekaufmanns. Nach dem Besuch des Reformgymnasiums in Altona wollte Timm zunächst Mathematik studieren, wechselte dann aber schon nach dem ersten Semester an der Universität Heidelberg zur Physik, Chemie und Astronomie. Er war Mitglied der Burschenschaft Normannia zu Heidelberg und promovierte 1934 als Physiker. 1936 wurde er wissenschaftlicher Mitarbeiter im Ammoniak-Laboratorium der zur I.G. Farben gehörenden BASF (Badische Anilin- & Sodafabrik AG) in Ludwigshafen.
Nach Kriegsende war Timm Dolmetscher und Mitarbeiter von Carl Wurster, der 1952 Chef der aus dem I.G.-Farben-Komplex ausgegründeten BASF wurde. 1950 wurde er Direktor, seit 1965 Generaldirektor und Vorstandsvorsitzender. Unter Timm begann die Expansion zu einem weltweiten Konzern. Er war von 1965 bis 1974 Vorstandsvorsitzender der BASF AG und von 1974 bis 1983 Vorsitzender des Aufsichtsrats.

## Ehrungen
- 1969: Großes Verdienstkreuz mit Stern der Bundesrepublik Deutschland
- 1974: Großes Verdienstkreuz mit Stern und Schulterband der Bundesrepublik Deutschland